# Moto Guzzi V 11-serie
De Moto Guzzi V 11 Sport was een sportmotor van Moto Guzzi die van 1999 tot 2007 op de markt was.

## Voorgeschiedenis
Moto Guzzi was in de jaren negentig eigenlijk een bloeiend bedrijf, dat echter problemen ondervond door de verouderde productiemiddelen, waardoor het niet aan de vraag kon voldoen. Om het tij te keren kocht eigenaar DTI (De Tomaso Industries Inc.) de investeringsbank Finprogetti. Men ging de productie van onderdelen uitbesteden aan toeleveranciers. Dat gebeurde met de remmen (Brembo), vering (Marzocchi, Koni en WP), ontstekingssystemen (Motoplat en later Magneti Marelli) en brandstofinjectie (Weber-Marelli). In 1990 was al de Moto Guzzi 1000 Daytona op de markt gekomen, een pure sportmotor met een dure, in samenwerking met Dr. John Wittner ontwikkelde 1000 cc achtklepper met bovenliggende nokkenas. De machine was redelijk populair, zeker nadat hij was doorontwikkeld en brandstofinjectie had gekregen, maar faalde in de eigenlijke doelstelling: het verslaan van de snelle Ducati superbikes. Om de prijs te drukken ontwikkelde men een 1100 cc motor met een vergelijkbaar vermogen maar simpelere en goedkopere techniek, de vierkleps Sport 1100 met onderliggende nokkenas. Die ondervond aanvankelijk problemen omdat het afstellen van de carburatie moeilijk was, maar toen ook deze machine injectie kreeg keerde het tij. Om meer financieel rendement uit de Daytona-motor te halen werd deze ingebouwd in de V 10 Centauro, maar ook voor de 1100 cc motor zocht men naar meer toepassingen. Als eerste werd hij ingebouwd in de California 1100 en de California 1100 Iniezione (1994). Intussen was Oscar Cecchinato algemeen directeur geworden en hij had, samen met technisch directeur Angelo Ferrari, plannen om veel nieuwe modellen uit te brengen, waarvoor deze motor uitermate geschikt zou zijn. De eerste machines die de naam "V 11" kregen waren de V 11 Bassa en de V 11 Sport. De Bassa was eigenlijk een uitgekleed California-model, maar alle andere V 11's waren sportmotoren. De modellenlijn werd vanaf 2000 snel uitgebreid onder invloed van Ivano Beggio, directeur van Aprilia, maar na de overname van Moto Guzzi in april 2000 inmiddels ook van Moto Guzzi.

## V 11 Sport
Al in november 1997 werd de V 11 Sport getoond tijdens de motorshow van Milaan, tegelijk met de V 10 Centauro Sport (met de Daytona-motor). Uiterlijk waren er grote verschillen, en uiteraard waren ook de motoren verschillend, maar beide machines gebruikten het rijwielgedeelte dat nog van de 1000 Daytona/Sport 1100 stamde. De V 11 Sport was een lichte, sportieve motorfiets die veel eenvoudiger was getekend dan de Centauro Sport en was uitgevoerd zonder enige extra's. Het frame was rood, een verwijzing naar de Moto Guzzi V7 Sport uit 1971, de tank/zitcombinatie was in zilvergrijs uitgevoerd. Pas een jaar later werd - opnieuw in Milaan - de uiteindelijke versie getoond zoals die in 1999 op de markt zou komen. Nu was ook het plaatwerk lichtgroen/metallic gespoten, waardoor de machine als "retro bike" gepositioneerd werd, want nu waren de kleuren helemaal identiek aan de oude V7 Sport. Nieuw was de zesversnellingsbak. Boven de duozitplaats zat een bol afdekkapje, waardoor het sportieve uiterlijk werd benadrukt. Intussen ging er twee jaar voorbij tussen de eerste introductie en de productie. Dat was Moto Guzzi niet vreemd, men kwam er na de introductie pas achter dat de productielijnen te klein waren om de machine echt te gaan bouwen.

### Motor
De motor was een luchtgekoelde dwarsgeplaatste 90° V-twin die 91 pk leverde. Zowel de cilinders als de cilinderkoppen waren van aluminium, de cilinderbussen waren voorzien van een nikasillaag. De kleppen werden bediend door stoterstangen en tuimelaars vanaf een nokkenas die boven de krukas lag. Carburateurs waren er niet meer; net als de Sport 1100 had de V 11 Sport een Weber-Marelli injectiesysteem, maar bij de V 11 Sport was dat het 15M type zonder EPROM-chip. Die had het M16 systeem van de Sport 1100 wél. Het vliegwiel was lichter geworden om een betere gasreatie te verkrijgen. Een wisselstroomdynamo was op de voorkant van de krukas gemonteerd. De startmotor zat aan de linkerkant naast de versnellingsbak. De krukas draaide in glijlagers, evenals de drijfstangen. De motor was voorzien van een oliekoeler.

### Aandrijflijn
De krukas dreef via het vliegwiel rechtstreeks de tweevoudige droge plaatkoppeling aan. Daarachter zat een nieuwe zesversnellingsbak die 7 cm korter was dan de oude vijfversnellingsbak. De secundaire aandrijving verliep via een cardanas. De cardanas was (dankzij de winst van de kortere versnellingsbak) 5 cm langer geworden. De koppeling werd hydraulisch bediend.

### Rijwielgedeelte
De V 11 Sport had een ruggengraat frame, maar de motor was het belangrijkste dragende deel met aan de achterkant aluminium schetsplaten waar de swingarm in scharnierde en aan de voorkant een klein uit buizen gemaakt hulpframe waar het balhoofd aan vast zat. Aan de voorkant zat een volledig instelbare Marzocchi Upside Down-voorvork en achter een cantilever monovering met een liggende WP demper. Aan de voorkant zaten twee 320 mm Brembo schijfremmen, aan de achterkant een 282 mm Brembo schijfrem. Ten opzichte van de Sport 1100 was de wielbasis iets korter en de accu zat verder naar voren om een gunstiger zwaartepunt te verkrijgen.

## V 11 Sport Rosso Mandello
In 2001 vierde Moto Guzzi zijn 80e verjaardag. Ter gelegenheid daarvan werden enkele speciale modellen uitgebracht, zoals de California 1100 EV 80 en de V 11 Sport Rosso Mandello. De Rosso Mandello was uiteraard rood, inclusief de schetsplaten van de achterwielophanging en de kleppendeksels. Hij had bovendien een klein carbonfiber stuurkuipje. Hij werd in een kleine oplage van 300 genummerde exemplaren gebouwd. Technisch waren er geen verschillen met de V 11 Sport.

## V 11 Le Mans
Later dan de Rosso Mandello maar in hetzelfde jaar werd de V 11 Le Mans voorgesteld. Nu waren er wél een aantal technische veranderingen doorgevoerd. De machine had een flinke tophalfkuip maar er waren ook twee kleine, extra framebuizen tussen de motor en de schetsplaten van de achterwielophanging aangebracht om een betere stabiliteit te verkrijgen. Er was ook een ander stuur gemonteerd en een bredere, 180 mm achtervelg. De Le Mans verwees in naam naar de oudere Moto Guzzi Le Mans, waarvan de productie al in 1993 was beëindigd, maar was minder spectaculair van ontwerp. Het was een gemodificeerde V 11 Sport, en die was minder extreem ontworpen dan de oorspronkelijke Le Mans. De V 11 Le Mans werd geleverd in rood en in chrystal-metallic, maar veel onderdelen waren zwart gespoten, zoals het motorcarter, de kleppendeksels, de versnellingsbak, de eindaandrijving, de voorvork, het dashboard, het voorspatbord, de uitlaten en de wielen. Alleen de schetsplaten voor de achtervorklagering waren nog fel rood. Opmerkelijk was de wijziging aan de koppeling, die nu een enkele droge plaat had in plaats van de gebruikelijke dubbele droge platen. Dat betekende wel dat de veel bekritiseerde zware bediening tot het verleden behoorde.

## V 11 Sport Naked
De Sport Naked kwam in 2002 als opvolger van de V 11 Sport in de catalogus, hoewel de modellen nog een tijdje naast elkaar leverbaar waren. De toevoeging "naked" was logisch omdat zowel de Sport Rosso Mandello als de Le Mans een vorm van stroomlijnkuip hadden. Een aantal wijzigingen van de Le Mans waren nu ook op het basismodel doorgevoerd, zoals de verstevigingen aan het frame en de brede achtervelg.

## V 11 Sport Scura
In 2002 werd met de V 11 Sport Scura een poging gedaan de "best sturende Moto Guzzi ooit" te bouwen. Dat gebeurde door het rijwielgedeelte flink aan te passen: Aan de voorkant verscheen een Öhlins 43 mm Upside Down-voorvork en ook de achterste schokdemper en de stuurdemper werden vervangen door exemplaren van Öhlins. Net als de Le Mans had de machine een enkele droge plaatkoppeling. "Scura" betekent "donker" en de machine was dan ook bijna helemaal zwart. Veel onderdelen waren van carbonfiber gemaakt, zoals de spatborden, het kapje over de duozitplaats, de standaard uitlaatdempers en de zijdeksels. De Scura had een klein stuurkuipje.

## V 11 Le Mans Tenni
In 2002 verscheen de V 11 Le Mans Tenni. De naam was een eerbetoon aan de beroemde Guzzi-coureur Omobono Tenni, die in de jaren dertig en -veertig succesvol was voor Moto Guzzi. De kleuren waren echter uit de jaren vijftig: aluminiumkleurige motorfiets met een groene tophalf en een bruin suède zadel, zoals onder andere toegepast op de achtcilinder. Die motorfiets had Omobono Tenni nooit gezien, want hij overleed in 1948. Technische was de Le Mans Tenni identiek aan de V 11 Le Mans.

## V 11 Ballabio
De V 11 Ballabio werd in 2004 geïntroduceerd en was een V 11 Sport Naked met een klein stuurkuipje. De naam was ontleend aan de Ballabio-Resinelli race.

## V 11 Playboy EE
De V 11 Playboy EE (Exclusive Edition) werd begin 2003 op het Salon van Brussel gepresenteerd in aanwezigheid van de Belgische Playmate Tanja Dexters. De motorfiets was helemaal zilvergrijs gespoten en had een nieuw motormanagementsysteem, waardoor hij 7 pk extra leverde. Het uitlaatsysteem was van titanium en de nieuwe eigenaars kregen een jaarabonnement op het blad Playboy en een uitnodiging voor het Playboy-jubileumfeest.

## V 11 Café Sport en V 11 Coppa Italia
Deze beide modellen kwamen in 2004 op de markt en waren gebaseerd op en technisch gelijk aan de V 11 Sport Naked, maar iets anders uitgevoerd. Allebei hadden ze een kleine stuurkuip, maar waren duurder door de Öhlins instelbare voor- en achtervering. De Café Sport was goudbrons van kleur en de kleppendeksels waren bronskleurig. De Coppa Italia was grijs/groen met een rode bies, de kleuren van de vlag van Italië. De Coppa Italia was een "Limited Edition".

## V 11 Le Mans Rosso Corsa en Nero Corsa
De V 11 Le Mans Rosso Corsa kwam eind 2003 op de markt. Als gevolg van de gewoonte bij Aprilia (sinds 2000 eigenaar van Moto Guzzi) om van hun modellen speciale, exclusieve en duurdere uitvoeringen te bouwen, kreeg de Rosso Corsa de beste onderdelen die er te vinden waren. De remmen waren Brembo Serie Oro en de vering werd verzorgd door Öhlins. De compressie was iets verhoogd, wat geen gevolgen had voor het topvermogen, maar wel de vermogensafgifte in het middengebied verbeterde. Daarbij hielp ook de nieuwe balanspijp tussen de uitlaten en de nieuwe katalysator. De forse kuip met een eenvoudige, ronde koplamp was intussen al wat ouderwets aan het worden. De Rosso Corsa had een rode tank, kuip, schetsplaten, zitje en kleppendeksels. De V 11 Le Mans Nero Corsa was technisch identiek, maar zwart/donkergrijs geblokt.

## V 11 Sport Scura R
De V 11 Sport Scura R kwam in 2005. De machine was helemaal zwart, op de schetsplaten, de bovenkant van de tank en de zitplaats na. Er was Öhlins vering en carbonfiber toegepast, waardoor de machine in het "luxe" segment viel

## Technische gegevens
| Moto Guzzi V 11        | Sport                                  | Sport Rosso Mandello                   | Le Mans                                | Sport Naked                            | Sport Scura                            | Le Mans Tenni                          | Ballabio                               | Le Mans Rosso Corsa                    | Playboy EE                             | Café Sport                             | Coppa Italia                           | Le Mans Nero Corsa                     | Sport Scura R                          |                                        |
| ---------------------- | -------------------------------------- | -------------------------------------- | -------------------------------------- | -------------------------------------- | -------------------------------------- | -------------------------------------- | -------------------------------------- | -------------------------------------- | -------------------------------------- | -------------------------------------- | -------------------------------------- | -------------------------------------- | -------------------------------------- | -------------------------------------- |
| Periode                | 1999-2004                              | 2001-2002                              | 2001-2004                              | 2002-2003                              | 2002-2003                              | 2002-2003                              | 2004-2005                              | 2003-2005                              | 2003                                   | 2004-2005                              | 2004-2005                              | 2004-2005                              | 2005-2007                              |                                        |
| Categorie              | sportmotor                             | sportmotor                             | sportmotor                             | sportmotor                             | sportmotor                             | sportmotor                             | sportmotor                             | sportmotor                             | sportmotor                             | sportmotor                             | sportmotor                             | sportmotor                             | sportmotor                             |                                        |
| Motortype              | kopklepmotor                           | kopklepmotor                           | kopklepmotor                           | kopklepmotor                           | kopklepmotor                           | kopklepmotor                           | kopklepmotor                           | kopklepmotor                           | kopklepmotor                           | kopklepmotor                           | kopklepmotor                           | kopklepmotor                           | kopklepmotor                           |                                        |
| Bouwwijze              | dwarsgeplaatste 90° V-twin             | dwarsgeplaatste 90° V-twin             | dwarsgeplaatste 90° V-twin             | dwarsgeplaatste 90° V-twin             | dwarsgeplaatste 90° V-twin             | dwarsgeplaatste 90° V-twin             | dwarsgeplaatste 90° V-twin             | dwarsgeplaatste 90° V-twin             | dwarsgeplaatste 90° V-twin             | dwarsgeplaatste 90° V-twin             | dwarsgeplaatste 90° V-twin             | dwarsgeplaatste 90° V-twin             | dwarsgeplaatste 90° V-twin             |                                        |
| Cilinder               | aluminium                              | aluminium                              | aluminium                              | aluminium                              | aluminium                              | aluminium                              | aluminium                              | aluminium                              | aluminium                              | aluminium                              | aluminium                              | aluminium                              | aluminium                              |                                        |
| Cilinderkop            | aluminium                              | aluminium                              | aluminium                              | aluminium                              | aluminium                              | aluminium                              | aluminium                              | aluminium                              | aluminium                              | aluminium                              | aluminium                              | aluminium                              | aluminium                              |                                        |
| Klepopstelling         | 4 kopkleppen                           | 4 kopkleppen                           | 4 kopkleppen                           | 4 kopkleppen                           | 4 kopkleppen                           | 4 kopkleppen                           | 4 kopkleppen                           | 4 kopkleppen                           | 4 kopkleppen                           | 4 kopkleppen                           | 4 kopkleppen                           | 4 kopkleppen                           | 4 kopkleppen                           |                                        |
| Klepbediening          | stoterstangen met tuimelaars           | stoterstangen met tuimelaars           | stoterstangen met tuimelaars           | stoterstangen met tuimelaars           | stoterstangen met tuimelaars           | stoterstangen met tuimelaars           | stoterstangen met tuimelaars           | stoterstangen met tuimelaars           | stoterstangen met tuimelaars           | stoterstangen met tuimelaars           | stoterstangen met tuimelaars           | stoterstangen met tuimelaars           | stoterstangen met tuimelaars           |                                        |
| Brandstofvoorziening   | Weber-Marelli M15 injectie             | Weber-Marelli M15 injectie             | Weber-Marelli M15 injectie             | Weber-Marelli M15 injectie             | Weber-Marelli M15 injectie             | Weber-Marelli M15 injectie             | Weber-Marelli M15 injectie             | Magneti Marelli injectie               | onbekend                               | Weber-Marelli M15 injectie             | Weber-Marelli M15 injectie             | Magneti Marelli injectie               | Magneti Marelli injectie               |                                        |
| Ontsteking             | Magneti Marelli Digital elektronisch   | Magneti Marelli Digital elektronisch   | Magneti Marelli CDI                    | Magneti Marelli Digital elektronisch   | Magneti Marelli Digital elektronisch   | Magneti Marelli Digital elektronisch   | Magneti Marelli Digital elektronisch   | Magneti Marelli IAW electronic digital | Magneti Marelli IAW electronic digital | Magneti Marelli IAW electronic digital | Magneti Marelli IAW electronic digital | Magneti Marelli IAW electronic digital | Magneti Marelli IAW electronic digital | Magneti Marelli IAW electronic digital |
| boring                 | 92 mm                                  | 92 mm                                  | 92 mm                                  | 92 mm                                  | 92 mm                                  | 92 mm                                  | 92 mm                                  | 92 mm                                  | 92 mm                                  | 92 mm                                  | 92 mm                                  | 92 mm                                  | 92 mm                                  |                                        |
| slag                   | 80 mm                                  | 80 mm                                  | 80 mm                                  | 80 mm                                  | 80 mm                                  | 80 mm                                  | 80 mm                                  | 80 mm                                  | 80 mm                                  | 80 mm                                  | 80 mm                                  | 80 mm                                  | 80 mm                                  |                                        |
| Cilinderinhoud         | 1063,6 cc                              | 1063,6 cc                              | 1063,6 cc                              | 1063,6 cc                              | 1063,6 cc                              | 1063,6 cc                              | 1063,6 cc                              | 1063,6 cc                              | 1063,6 cc                              | 1063,6 cc                              | 1063,6 cc                              | 1063,6 cc                              | 1063,6 cc                              |                                        |
| Smeersysteem           | Wet-sump                               | Wet-sump                               | Wet-sump                               | Wet-sump                               | Wet-sump                               | Wet-sump                               | Wet-sump                               | Wet-sump                               | Wet-sump                               | Wet-sump                               | Wet-sump                               | Wet-sump                               | Wet-sump                               |                                        |
| Compressieverhouding   | 9,5:1                                  | 9,5:1                                  | 9,5:1                                  | 9,5:1                                  | 9,5:1                                  | 9,5:1                                  | 9,8:1                                  | 9,8:1                                  | 9,8:1                                  | 9,8:1                                  | 9,8:1                                  | 9,8:1                                  | 9,8:1                                  |                                        |
| Max. Vermogen          | 91 pk bij 7.800 tpm                    | 91 pk bij 7.800 tpm                    | 91 pk bij 7.800 tpm                    | 91 pk bij 7.800 tpm                    | 91 pk bij 7.800 tpm                    | 91 pk bij 7.800 tpm                    | 91 pk bij 8.200 tpm                    | 90 pk bij 8.200 tpm                    | 98 pk bij 7.800 tpm                    | 91 pk bij 8.200 tpm                    | 91 pk bij 8.200 tpm                    | 91 pk bij 8.200 tpm                    | 91 pk bij 8.200 tpm                    |                                        |
| Topsnelheid            | 220 km/h                               | 220 km/h                               | 226 km/h                               | onbekend                               | onbekend                               | 214 km/h                               | onbekend                               | 221 km/h                               | onbekend                               | 200 km/h                               | 200 km/h                               | 221 km/h                               | 200 km/h                               |                                        |
| Primaire aandrijving   | Rechtstreeks                           | Rechtstreeks                           | Rechtstreeks                           | Rechtstreeks                           | Rechtstreeks                           | Rechtstreeks                           | Rechtstreeks                           | Rechtstreeks                           | Rechtstreeks                           | Rechtstreeks                           | Rechtstreeks                           | Rechtstreeks                           | Rechtstreeks                           |                                        |
| Koppeling              | meervoudige droge plaat                | meervoudige droge plaat                | enkelvoudige droge plaat               | enkelvoudige droge plaat               | enkelvoudige droge plaat               | enkelvoudige droge plaat               | enkelvoudige droge plaat               | enkelvoudige droge plaat               | enkelvoudige droge plaat               | enkelvoudige droge plaat               | enkelvoudige droge plaat               | enkelvoudige droge plaat               | enkelvoudige droge plaat               | enkelvoudige droge plaat               |
| Versnellingen          | 6 voetgeschakeld                       | 6 voetgeschakeld                       | 6 voetgeschakeld                       | 6 voetgeschakeld                       | 6 voetgeschakeld                       | 6 voetgeschakeld                       | 6 voetgeschakeld                       | 6 voetgeschakeld                       | 6 voetgeschakeld                       | 6 voetgeschakeld                       | 6 voetgeschakeld                       | 6 voetgeschakeld                       | 6 voetgeschakeld                       |                                        |
| Secundaire aandrijving | cardan                                 | cardan                                 | cardan                                 | cardan                                 | cardan                                 | cardan                                 | cardan                                 | cardan                                 | cardan                                 | cardan                                 | cardan                                 | cardan                                 | cardan                                 |                                        |
| frame                  | brugframe                              | brugframe                              | brugframe                              | brugframe                              | brugframe                              | brugframe                              | brugframe                              | brugframe                              | brugframe                              | brugframe                              | brugframe                              | brugframe                              | brugframe                              |                                        |
| Wielbasis              | 1471 mm                                | 1471 mm                                | 1471 mm                                | 1490 mm                                | 1490 mm                                | 1490 mm                                | 1490 mm                                | 1490 mm                                | 1490 mm                                | 1490 mm                                | 1490 mm                                | 1490 mm                                | 1490 mm                                | 1490 mm                                |
| Vering vóór            | Marzocchi 40 mm UPSD                   | Marzocchi 40 mm UPSD                   | Marzocchi 40 mm UPSD                   | Marzocchi 40 mm UPSD                   | Öhlins 43 mm UPSD                      | Marzocchi Marzocchi 40 mm UPSD         | Marzocchi Marzocchi 40 mm UPSD         | Öhlins 43 mm UPSD                      | onbekend                               | Öhlins 43 mm UPSD                      | Öhlins 43 mm UPSD                      | Öhlins 43 mm UPSD                      | Öhlins 43 mm UPSD                      |                                        |
| Vering achter          | cantilever WP monovering               | cantilever WP monovering               | cantilever WP monovering               | cantilever WP monovering               | Cantilever Öhlins monovering           | Cantilever Sachs/Boge monovering       | Cantilever Sachs/Boge monovering       | Cantilever Öhlins monovering           | onbekend                               | Cantilever Öhlins monovering           | Cantilever Öhlins monovering           | Cantilever Öhlins monovering           | Cantilever Öhlins monovering           |                                        |
| Banden                 | vóór 120/70 × 17", achter 170/60 × 17" | vóór 120/70 × 17", achter 170/60 × 17" | vóór 120/60 × 17", achter 180/55 × 17" | vóór 120/60 × 17", achter 180/55 × 17" | vóór 120/60 × 17", achter 180/55 × 17" | vóór 120/70 × 17", achter 180/55 × 17" | vóór 120/70 × 17", achter 180/55 × 17" | vóór 120/70 × 17", achter 180/55 × 17" | vóór 120/70 × 17", achter 180/55 × 17" | vóór 120/70 × 17", achter 180/55 × 17" | vóór 120/70 × 17", achter 180/55 × 17" | vóór 120/70 × 17", achter 180/55 × 17" | vóór 120/70 × 17", achter 180/55 × 17" |                                        |
| Rem(men)               | schijfremmen rondom                    | schijfremmen rondom                    | schijfremmen rondom                    | schijfremmen rondom                    | schijfremmen rondom                    | schijfremmen rondom                    | schijfremmen rondom                    | schijfremmen rondom                    | schijfremmen rondom                    | schijfremmen rondom                    | schijfremmen rondom                    | schijfremmen rondom                    | schijfremmen rondom                    |                                        |
| Gewicht                | 219 kg droog                           | 219 kg droog                           | 226 kg droog                           | 221 kg droog                           | 221 kg droog                           | 226 kg droog                           | 226 kg droog                           | 226 kg droog                           | 216 kg droog                           | 226 kg droog                           | 226 kg droog                           | 226 kg droog                           | 226 kg droog                           |                                        |
| Tankinhoud             | 22 liter                               | 22 liter                               | 22 liter                               | 22 liter                               | 22 liter                               | 22 liter                               | 21 liter                               | 21 liter                               | 21 liter                               | 21 liter                               | 21 liter                               | 21 liter                               | 21 liter                               |                                        |